# Ed Sol
Johan Wilhelm Eduard "Eetje" Sol  (Buitenzorg, Índies Orientals Neerlandeses, 10 de juny de 1881 – La Haia, 21 d'octubre de 1965) va ser un futbolista neerlandès que va competir a començaments del segle xx. Jugà com a centrecampista i en el seu palmarès destaca una medalla de bronze en la competició de futbol dels Jocs Olímpics de Londres de 1908.
A la selecció nacional jugà un total de 3 partits, en què no marcà cap gol.